# Polinomio recíproco
En matemáticas, para un polinomio p con coeficientes complejos,
{\displaystyle p(z)=a_{0}+a_{1}z+a_{2}z^{2}+\ldots +a_{n}z^{n}\,\!}
se define el polinomio recíproco, p*
{\displaystyle p^{*}(z)={\overline {a}}_{n}+{\overline {a}}_{n-1}z+\ldots +{\overline {a}}_{0}z^{n}=z^{n}{\overline {p({\bar {z}}^{-1})}}}
donde {\displaystyle {\overline {a}}_{i}} denota el conjugado complejo de {\displaystyle a_{i}\,\!}.
Un polinomio se dice que es autorrecíproco si {\displaystyle p(z)\equiv p^{*}(z)}.
Si los coeficientes ai son reales, entonces esto se reduce a ai = an−i. En este caso, se dice que p es un polinomio palindrómico.
Si p(z) es el polinomio mínimo de z0 con |z0| = 1, y p(z) tiene coeficientes reales, entonces p(z) es autorrecíproco. Esto es así porque
{\displaystyle z_{0}^{n}{\overline {p(1/{\bar {z_{0}}})}}=z_{0}^{n}{\overline {p(z_{0})}}=z_{0}^{n}{\bar {0}}=0}.
Por tanto, z0 es una raíz del polinomio {\displaystyle z^{n}{\overline {p({\bar {z}}^{-1})}}}, que tiene grado n. Sin embargo, el polinomio mínimo es único, por tanto 
{\displaystyle p(z)=z^{n}{\overline {p({\bar {z}}^{-1})}}.}
Una consecuencia de esto es que los polinomios ciclotómicos {\displaystyle \Phi _{n}} son autorrecíprocos para {\displaystyle n>1}. Este resultado se utiliza en la criba especial del cuerpo de números para permitir que números de la forma {\displaystyle x^{11}\pm 1}, {\displaystyle x^{13}\pm 1}, {\displaystyle x^{15}\pm 1} y {\displaystyle x^{21}\pm 1} puedan ser factorizados tomando partido de los factores algebraicos mediante el uso de polinomios de grado 5, 6, 4 y 6 respectivamente. Nótese que el {\displaystyle \phi } de los exponentes es 10, 12, 8 and 12.